# Славно (гміна, Славенський повіт)
Гміна Славно (пол. Gmina Sławno) — сільська гміна у північно-західній Польщі. Належить до Славенського повіту Західнопоморського воєводства.
Станом на 31 грудня 2011 у гміні проживало 8908 осіб.

## Територія
Згідно з даними за 2007 рік площа гміни становила 284.20 км², у тому числі:
- орні землі: 51.00%
- ліси: 41.00%

Таким чином, площа гміни становить 27.23% площі повіту.

## Населення
Станом на 31 грудня 2011:
| Опис     | Загалом | Загалом | Чоловіки | Чоловіки | Жінки | Жінки |
| -------- | ------- | ------- | -------- | -------- | ----- | ----- |
| одиниця  | осіб    | %       | осіб     | %        | осіб  | %     |
| все      | 8908    | 100     | 4523     | 50.77    | 4385  | 49.23 |
| міське   | 0       | 100     | 0        |          | 0     |       |
| сільське | 8908    | 100     | 4523     | 50.77    | 4385  | 49.23 |

## Сусідні гміни
Гміна Славно межує з такими гмінами: Дарлово, Кемпіце, Кобильниця, Малехово, Постоміно, Славно.